# Johannes Eichner
Johannes Eichner (* 1886; † 11. Februar 1958 in München) war ein deutscher Kunsthistoriker.

## Leben

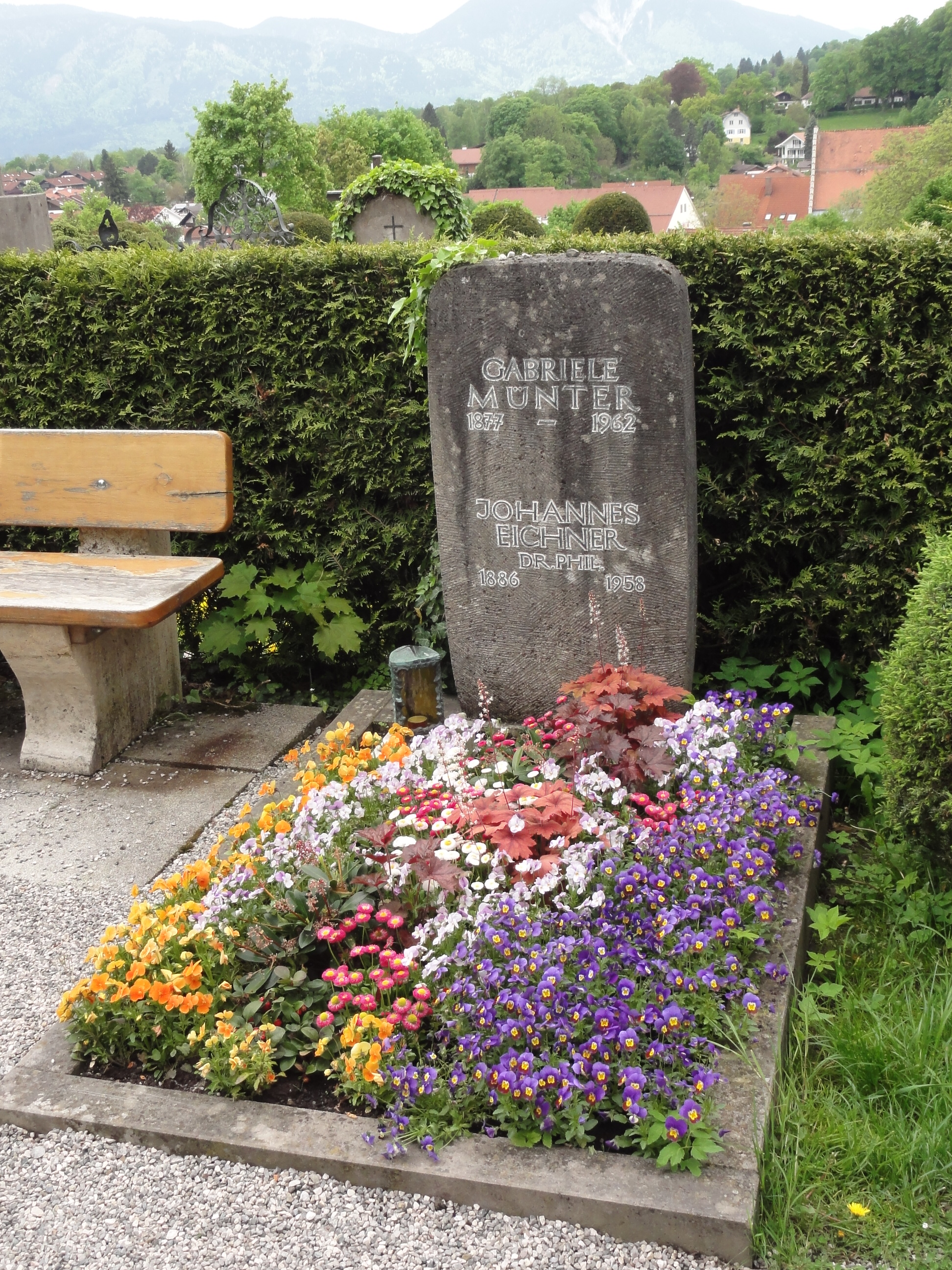
Münters und Eichners Grabstelle in Murnau

Er studierte Philosophie, was er mit einer Dissertation abschloss, und widmete sich anschließend vorwiegend der Kunstgeschichte. 1927 lernte er in Berlin die expressionistische Malerin Gabriele Münter kennen, mit der sich eine Freundschaft entwickelte, die in eine Beziehung überging. 1931 zogen sie nach Murnau am Staffelsee, wo sie gemeinsam in dem heute als Museum genutzten Münter-Haus lebten, in dem vor dem Ersten Weltkrieg die Künstlergruppe Blauer Reiter verkehrt hatte. Er förderte sie, regelte ihre geschäftlichen Belange und publizierte auch über ihr Werk sowie über das von Wassily Kandinsky, mit dem sie zuvor liiert gewesen war. Eichners Arbeiten sind aufgrund der privaten Verbindung bis heute unverzichtbarer Bestandteil der Forschung zu diesen Malern. Er starb 1958 nach einem Schlaganfall in einer Münchner Klinik.
Die gemeinsame Grabstelle mit Münter liegt in Murnau.

## Werke
- Kants Begriff der Erfahrung. Diss.  Berlin 1909.
- Gabriele Münter. Werke aus 5 Jahrzehnten. München 1952.
- Kandinsky und Gabriele Münter. Von Ursprüngen moderner Kunst. München 1957.